# Bodenwerder
Bodenwerder là một đô thị thuộc huyện Holzminden, Niedersachsen, Đức. Đô thị Bodenwerder có diện tích 28,92 km², dân số thời điểm ngày 31 tháng 12 năm 2006 là 5950 người. Đô thị này nằm bên sông Weser, thượng nguồn so với Hamelin. Đây là nơi sinh sống của Baron Münchhausen, hiện vẫn có bảo tàng và tượng của Münchhausen.
Bodenwerder là thủ phủ của Samtgemeinde ("đô thị tập thể") Bodenwerder.